# Andrew McCutchen
Andrew Stefan McCutchen (nascido em 10 de outubro de 1986), apelidado "Cutch", é um jogador profissional de beisebol que atua como defensor externo pelo New York Yankees da Major League Baseball (MLB). Previamente jogou na MLB pelo Pittsburgh Pirates e San Francisco Giants.
McCutchen foi escolhido pelos Pirates na primeira rodada (11º geral) do draft de 2005. Fez sua estreia na MLB em 2009. Foi selecionado para o All-Star Game cinco vezes (2011–15) e recebeu o prêmio de MVP da National League em 2013.